# Clairol Crown 1980 - Singolare
Il singolare del torneo di tennis Clairol Crown 1980, facente parte dei Tornei di tennis femminili indipendenti nel 1980, ha avuto come vincitrice Tracy Austin che ha battuto in finale Martina Navrátilová con il punteggio di 7–5, 6–2.

## Tabellone

### Legenda
| - Q = Qualificato - WC = Wild card - LL = Lucky loser | - ALT = Alternate - SE = Special Exempt - PR = Protected Ranking | - w/o = Walkover - r = Ritirato - d = Squalificato |

|  | Primo turno         | Primo turno         | Primo turno      | Primo turno | Primo turno |  |  | Finale              | Finale              | Finale              | Finale | Finale |  |
|  |                     |                     |                  |             |             |  |  |                     |                     |                     |        |        |  |
|  | Martina Navrátilová | Martina Navrátilová | 4                | 7           | 6           |  |  |                     |                     |                     |        |        |  |
|  | Billie Jean King    | Billie Jean King    | 6                | 6           | 0           |  |  | Martina Navrátilová | Martina Navrátilová | Martina Navrátilová | 5      | 2      |  |
|  | Tracy Austin        | Tracy Austin        | Tracy Austin     | 6           | 6           |  |  | Tracy Austin        | Tracy Austin        | Tracy Austin        | 7      | 6      |  |
|  | Evonne Goolagong    | Evonne Goolagong    | Evonne Goolagong | 4           | 3           |  |  |                     |                     |                     |        |        |  |